# Dukafalva
Dukafalva (szlovákul: Dukovce) község Szlovákiában, az Eperjesi kerület Felsővízközi járásában.

## Fekvése
Girálttól 9 km-re nyugatra, a Tapoly jobb oldalán fekszik.

## Története
A 18. század végén Vályi András így ír róla: „DUKAFALVA. Dukovtze. Tót falu Sáros Vármegyében, birtokosai külömbféle Urak, lakosai katolikusok, fekszik Kaprontzához közel, ’s ennek filiája, Ternyétöl egy, és 3/4. mértföldnyire, réttye ugyan nintsen, de földgye jó, és könnyen miveltetik, legelője is szükségéhez képest elég, fája hasonló képen, második Osztálybéli.”
A 19. században a dukafalvi és kucsini Duka(-Zólyomi) család volt a kegyura.
Fényes Elek 1851-ben kiadott geográfiai szótárában így ír a faluról: „Dukafalva, Sáros v. tót falu, Kapronczához 1 órányira: 160 kath., 86 evang., 2 ref., 9 zsidó lak. Termékeny határ. F. u. a Dukay nemzetség. Ut. p. Eperjes.”
1920 előtt Sáros vármegye Girálti járásához tartozott.
Később a szomszédos Zsálmány része lett Želmanovce-Dukovce néven, de ma már újra önálló község.

## Népessége
| Év:            | 1994. | 2004.   | 2014.   | 2024.    |
| -------------- | ----- | ------- | ------- | -------- |
| Emberek száma: | 235   | 247     | 258     | 317      |
| Eltérés:       |       | +5,10 % | +4,45 % | +22,86 % |

| Év:            | 2023. | 2024.   |
| -------------- | ----- | ------- |
| Emberek száma: | 309   | 317     |
| Eltérés:       |       | +2,58 % |

1910-ben 148, túlnyomórészt szlovák lakosa volt.
2001-ben 245 szlovák lakosa volt.
2011-ben 262 lakosából 256 szlovák.

## Neves személyek
- Itt született 1825. június 22-én Duka Tivadar orvos, India-kutató, Kőrösi Csoma Sándor hagyatékának feldolgozója.